# Systellonotus
Systellonotus är ett släkte av insekter. Systellonotus ingår i familjen ängsskinnbaggar.
Släktet innehåller bara arten Systellonotus triguttatus.